# Campo Santo, Mexiko
Campo Santo är en ort i Mexiko.   Den ligger i kommunen Ocosingo och delstaten Chiapas, i den sydöstra delen av landet, 800 km öster om huvudstaden Mexico City. Campo Santo ligger 1 304 meter över havet och antalet invånare är 130.
Terrängen runt Campo Santo är kuperad. Runt Campo Santo är det ganska tätbefolkat, med 75 invånare per kvadratkilometer. Närmaste större samhälle är Ocosingo, 15,7 km nordost om Campo Santo. I omgivningarna runt Campo Santo växer i huvudsak städsegrön lövskog.